# Ente teatrale italiano
L'Ente teatrale italiano (ETI) è stato un ente senza fini di lucro nato nel 1942 con lo scopo di promuovere e diffondere le attività teatrali di prosa, musica e danza attraverso una politica di valorizzazione e scambi del patrimonio culturale nei limiti delle direttive imposte dal Ministero dei beni culturali in materia. L'Ente è stato soppresso dal decreto legge n. 78 del 31 maggio 2010.
Tra i compiti dell'ente — dichiarati all'art. 1 dello statuto — rientravano il coordinamento delle attività teatrali, la programmazione di spettacoli, anche tramite la gestione diretta di teatri di proprietà, la promozione del teatro nell'Italia meridionale e insulare, nonché di iniziative italiane all'estero e straniere in Italia.

## Storia
L'ETI nacque con la legge n. 365 del 19.3.1942 nell'ambito delle realtà operanti nel settore dello spettacolo che facevano direttamente riferimento al Minculpop.
All'atto della istituzione, il capitale dell'Ente fu costituito dalle partecipazioni di:
- INPS, INAIL e INA;
- Banca Nazionale del Lavoro;
- EIST (Ente italiano per gli scambi teatrali con l'estero)

Organi dell'ETI erano il consiglio di amministrazione e il collegio dei revisori dei conti. In particolare, il consiglio di amministrazione era composto da un presidente, dal direttore generale per il teatro e la musica presso il MinCulPop, da un delegato del Partito nazionale fascista e da un consigliere per ciascuno degli enti partecipanti al capitale.
Negli anni, a seguito dei cambiamenti del panorama culturale italiano e della normativa legale in materia di spettacolo, cambiò più volte scopi e mansioni, mantenendo però principalmente quelli di organo parastatale di diffusione e promozione delle attività teatrali. Fuori dal suo campo d'azione rimasero le attività legate alla rappresentazione di opere liriche e quelle legate a forme spettacolari come il circo o lo spettacolo viaggiante.
Prima della soppressione dell'Ente nel maggio del 2010, ad esso era anche preposta la gestione di quattro teatri in tutta Italia: il Valle e il Teatro Quirino a Roma, il teatro Duse a Bologna ed il teatro della Pergola a Firenze. Alla produzione dei teatri si affiancava la redazione di una testata editoriale e l'organizzazione di festival e rassegne.
Il decreto legge n. 78 del 31 maggio 2010 recante "Misure urgenti in materia di stabilizzazione finanziaria e di competitività economica"  ha soppresso l'Ente teatrale italiano. I relativi compiti e attribuzioni sono passati al Ministero per i beni e le attività culturali, specificamente alla Direzione generale Spettacolo.